# Looping State of Mind
Looping State of Mind è il terzo album in studio del musicista svedese The Field, pubblicato il 24 ottobre 2011 dall'etichetta tedesca Kompakt.

## Tracce
1. Is This Power – 8:39
2. It's Up There – 9:19
3. Burned Out – 7:33
4. Arpeggiated Love – 10:52
5. Looping State of Mind – 10:31
6. Then It's White – 7:52
7. Sweet Slow Baby – 9:16